# Sidney Sonnino
Giorgio Sidney Sonnino (ur. 11 marca 1847, zm. 24 listopada 1922 w Rzymie) – włoski prawnik i polityk konserwatywny.
Początkowo pracował w dyplomacji, od 1880 deputowany do parlamentu, premier w 1906 i w latach 1909-1910, minister spraw zagranicznych w latach 1914-1919, za jego sprawą w 1915 podpisany został traktat londyński, w następstwie którego Włochy przystąpiły do I wojny światowej po stronie ententy, reprezentant Włoch na paryskiej konferencji pokojowej w latach 1919-1920.